# 賢島スポーツランド
賢島スポーツランド（かしこじまスポーツランド）は、かつて三重県志摩郡阿児町（現：志摩市）にあった近畿日本鉄道経営のレジャー施設である。英虞湾に浮かぶ賢島の対岸にあった。

## 概要
この施設は、1970年（昭和45年）7月12日にオープンした。開設者は近鉄興業で、同年に志摩マリンランドも同社が開業している。年中無休で、営業時間は9時 - 17時（JST）であった。園内には、テニスにアーチェリー、プールのほか、三十項目に及ぶ本格的なフィールド・アスレチックがあった。プールには競泳用とレジャー用があり、レジャープールはオフシーズンには釣り堀に転用されていた。若者や家族連れなど幅広い客層があったが、1999年（平成11年）3月31日で閉鎖された。

## 入場料
- 中学生以上　250円（夏季は550円）、小学生以下　100円（夏季は小学生300円、幼児200円）[4]

## 跡地
賢島スポーツランドの跡地は、近鉄から借用した大阪市のローズネットによって、「賢島ローズネットファーム」の名で2010年（平成22年）7月にバラ園として再生した。しかし、ローズネットは同年11月に大阪地方裁判所に破産手続きを申請、2011年（平成23年）6月に賢島ローズネットファームは閉園した。その後、新会社「志摩ローズファーム」が設立され、2011年（平成23年）11月27日に社名と同名の志摩ローズファームとして再出発した。